# Joseph and His Friend: A Story of Pennsylvania
Joseph and His Friend: A Story of Pennsylvania è un romanzo del 1870 dello scrittore statunitense Bayard Taylor, pubblicato a New York dalla George Palmer Putnam's Sons.